# Сарлах
Сарлах је брдо на северозападном ободу Пирота. Представља истурени венац планине Белаве, који у виду каменитог рта задире у дубину Пиротске котлине. Уздиже се на левој обали Бистрице, у непосредној близини Пиротске тврђаве, а на његовим јужним падинама археолошким ископавањима потврђени су остаци још једног средњовековног утврђења и ранохришћанске базилике. Током прве половине 20. века и у деценијама непосредно по окончању Другог светског рата, Сарлах је био једно од омиљених излетишта Пироћанаца, са уређеним пешачким стазама и платоом на којем су се одржавале игранке и забаве. Премда су некадашње стазе и популарна плоча сада запуштени и препуштени зубу времена, Сарлах и данас представља пожељно место за рекреацију Пироћанаца, са чијих се видиковаца пружају неки од најлепших панорамских погледа на град.

## Геолошки састав
Попут Белаве и Суве планине, и Сарлах је изграђен од моћних наслага кречњака. Представља узвишење настало тектонским покретима у давној геолошкој прошлости. Са готово свих страна окружен је раседима дуж којих се одвијало спуштање и подизање делова земљине коре. Од југоисточног дела Белаве одвојен је својеврсном удолином у којој су смештени највиши делови села Гњилан. Сарлах од Белаве одваја једна зона андезитских магматских стена, што указује на чињеницу да је у геолошкој прошлости на овом простору било и покрета усијане магме из унутрашњости земље ка њеној површини. То је резултовало извесном метаморфозом стена на које је магма наилазила.

## Географија
Сарлах представља најисточнији рт Белавe. Уздиже се на северозападној периферији Пирота, на левој обали Бистрице и у непосредној близини Момчиловог града који је изграђен на стени у његовом подножју. Захваљујући истуреном положају Сарлаха, Пиротска тврђава је потом због свог доминантног положаја имала одбрамбену улогу.
Површина Сарлаха је мала, око 3 км2. Његови обронци су доста стрми, а југозападна страна је услед веће изложености сунцу сувља и сиромашнија вегетацијом. Северозападна страна Сарлаха, окренута према Нишави и индустријској зони Пирота, плоднија је, влажнија и богатија вегетацијом. Поред четинара и воћњака, на овој страни су њиве и виногради заступљени и на већим висинама. Виногради на осунчаним падинама дају квалитетно грожђе, те је Сарлах столећима уназад био поднебље познато по узгоју винове лозе.
Највиши врх Сарлаха је Момчиловац, чија надморска висина износи 562 метара. Од центра града удаљен је око 3 км ваздушном линијом. Подно Сарлаха, на северној страни брда, током друге половине 20. века оформљено је истоимено насеље.
Кроз два тунела пробијена испод Сарлаха одвија се саобраћај на магистралном путу 259, односно ауто-путу Е80.
На јужним литицама Сарлаха налази се мали отвор који представља улаз у пећину, за коју су локални писци и публицисти везали легенду о зачараном благу.

## Историја
Према тумачењу Милана Ђ. Милићевића, изнетом након ослобођења Пирота од Турака и његовог присаједињења Кнежевини Србији, назив брда изведен је од речи Хисарлак, односно Исарлак који је био у употреби у турско доба. На топографској карти у издању Географског одељења Главног ђенералштаба из 1893. године (Ђенералштабна карта Краљевине Србије), брдо је уцртано под именом Хисарлак. У литератури и свакодневном говору, облик имена Сарлак је и данас заступљен.
На Регулационом плану пиротске вароши с краја 19. века, Сарлах је представљен као пусто брдо изван града које је привлачило пажњу само оних људи који су на њему имали њиве и винограде. Северне падине Сарлаха, окренуте Нишави, биле су под ситном шумом, док су јужни обронци, окренути ка Барје Чифлику, били потпуно голи.
Садницама букве, храста и цера 1896. године пошумљен је простор на Сарлаху површине 65 хектара. Као шумски, парковски простор намењен становницима Пирота, Сарлах је почео да се уређује тек у првој деценији 20. века. Поводом обележавања стогодишњице од почетка Првог српског устанка, 1904. године донета је одлука о уређењу предње, североисточне стране овог узвишења у парк који је требало да служи одмору и рекреацији грађана. Садњу ораха, дудова, јабука и још неких воћака обавили су тада ученици пиротских основних школа. Исте године подигнут је и плато (плоча) за игранке са кућицом, која је током летњих месеци служила као кафана. На просеченим стазама биле су постављене клупе. Пироћанци су током првих деценија 20. века често посећивали ово место и чувене кермесе на платоу, где је била извођена и војна музика. Популарна плоча била је место окупљања градске младежи и у првим деценијама након Другог светског рата, а недалеко од ње налазио се и атеље цењеног пиротског уметника Уроша Костића. Према сведочењима старијих Пироћанаца, овај плато имао је и своју позорницу на којој су се одржавале приредбе, концерти и позоришне представе.
У подножју северне стране Сарлаха налазила се и позната Чумина чесма за коју су везиване разне легенде.
Промена је било и на јужним обронцима брда, непосредно изнад врела Бањица, где је тридесетих година 20. века радио општински каменолом грађевинског камена. Овде су након Другог светског рата биле подигнуте и четири пећи за производњу креча. Те кречане су кратко радиле јер се испоставило да камен не одговара нарочито производњи креча.
На јужним падинама Сарлаха налазило се и јеврејско гробље које је још између два светска рата каменоломом било уништено. У непосредној близини Момчиловца налази се споменик посвећен Драгољубу Миленовићу Грци, подигнут на месту где је Грца, курир Сврљишког партизанског одреда, погинуо августа 1942. године. Недалеко одавде, на месту званом Шанчеви, налазе се и некадашњи војни објекти, казамати, са војним магацином. Данас су ови објекти напуштени.
Искази старијих становника Пирота дају сведочанства о изградњи атомског склоништа испод Сарлаха након Другог светског рата.
Након Другог светског рата, Фронтовци Пирота спровели су акцију пошумљавања Сарлаха са хиљаду борових садница.
На Сарлаху је 1961. године изграђен резервоар којим је вода из извора у његовим нижим деловима природним падом доведена у град.
Марта 1972. године започето је пробијање тунела кроз Сарлах дугог 270 метара, којим се и данас одвија саобраћајни промет на државном путу 259.
Телевизија Пирот почела је емитовање програма 1999. године путем сигнала са предајника на Сарлаху.
Након неколико деценија током којих је Сарлах углавном био заборављен и запостављен, током двехиљадитих година уређена је трим стаза са заштитном оградом, видиковцем, одмаралиштем и вежбалиштем. Ипак, већ наредне, 2008. године, могло се констатовати да су услед неодговорности и вандалског понашања појединаца, са Сарлаха однете комплетне клупе, греде, вратила са вежбалишта, као и да је читав мобилијар на видиковцу ишчупан из бетона и поломљен. Пројектом Градске управе Пирот за 2023. годину предвиђено је пошумљавање Сарлаха на површини од око 4,76 хектара, где се планира сађење 9.532 садница црног бора.
Након неколико година радова, 2019. отворен је за саобраћај тунел Сарлах који има две цеви са по две траке. Овим тунелом ауто-пут Е80, односно његова деоница на овом делу ауто-пут А4, пролази испод брда у дужини од безмало 500 метара.

## Археолошки локалитети
1989. године, приликом изградње саобраћајне петље у непосредној близини заштићеног простора Пиротске тврђаве, а на већ познатим археолошким локалитетима на јужним падинама Сарлаха, откривени су остаци ранохришћанске базилике (5. и 6. век) и капија рановизантијског утврђења на Сарлаху (4-6. век) са потковичастом кулом. Међутим, услед ограничених средстава, археолошки радови на локалитету базилике су убрзо били обустављени, а одређени ресурси обезбеђени су само за истраживање капије са кулом. Наставак ископавања ранохришћанске базилике уследио је тек четврт века касније, 2015. године. Унутар базилике откривена је и мања једнобродна црква која је датирана у период од 12. до 14. века.
У периоду од 2010. до 2013. године вршена су заштитна археолошка ископавања и истраживања и на северној страни Сарлаха, у подручју ауто-пута Е 80 коридора 10. Наведена истраживања претходила су изградњи тунела Сарлах којим је нови ауто-пут пробио брдо. Тада су откривени остаци старог гробља званог Три крста у стрмом подножју северне стране Сарлаха. Раније су изношени ставови да су на том гробљу укопавани махом преминули од куге и колере током 18. и 19. века, а познато је и да је гробље преорано 1923. године због садње винове лозе на том простору. Ово гробље које се простирало на површини од око 0,5 – 1 хектара лоцирано је управо у нивоу садашњег уласка тунела ауто-пута у северну страну Сарлаха.
Према путописцу Швајгеру који је Пиротом прошао у другој половини 16. века, поред доњег градића, односно данашње пиротске тврђаве, на Сарлаху су постојале зидине још једног, старијег утврђења. О остацима некадашњих војничких утврђења на Сарлаху писао је и Владимир Карић у својој књизи Србија, издатој 1887. године.

## Разгледна тачка Пирота
Уз Нишаву и шеталиште на Пиротском кеју, као узвишење надомак самог центра града, Сарлах представља један од симбола Пирота.
Оно што је Булоњска шума за Париз, или Кошутњак за Београд, то је Сарлах за Пирот – био некада!— Драгољуб Јанковић, Неко друго време, Пирот 1990.
Видиковци на Сарлаху представљају изузетно место за прављење панорамских фотографија Пирота. Још од краја 19. века, велики број цртежа, разгледница и фотографија са мотивима пиротске тврђаве или панорамског приказа града, начињен је управо са неке од разгледних тачака на Сарлаху. Ови видиковци, са којих се пружа невероватан поглед на Пирот, удаљени су свега четврт часа од центра града .